# Орбелін Пінеда
Орбелін Пінеда (ісп. Orbelín Pineda, нар. 24 березня 1996, Мехіко) — мексиканський футболіст, півзахисник іспанської «Сельти». На умовах оренди грає за АЕК (Афіни).
Виступав, зокрема, за клуби «Керетаро», «Гвадалахара» та «Крус Асуль», а також національну збірну Мексики.

## Клубна кар'єра
Вихованець клубу «Керетаро». 2 серпня 2014 року в матчі проти «Пачуки» він дебютував у мексиканській Прімері. 25 січня 2015 року у поєдинку проти «Пачуки» Орбелін забив свій перший гол за «Керетаро».
На початку 2016 року Пінеда перейшов в «Гвадалахару». 11 січня в матчі проти «Веракруса» він дебютував за нову команду. 17 січня в поєдинку проти «Крус Асуль» Орбелин забив свій перший гол за «Гвадалахару». У 2017 році він допоміг клубу виграти Клаусуру. Відіграв за команду з Гвадалахари 103 матчі в національному чемпіонаті.
До складу клубу «Крус Асуль» приєднався 2019 року.

## Виступи за збірні
2015 року залучався до складу молодіжної збірної Мексики і був включений в заявку на молодіжний чемпіонаті світу у Нової Зеландії. На турнірі він зіграв у всіх трьох матчах проти Уругваю, Сербії та Малі, але його збірна не вийшла з групи.
7 вересня 2016 року дебютував в офіційних іграх у складі національної збірної Мексики в матчі відбіркового турніру до чемпіонату світу 2018 року проти збірної Гондурасу, замінивши у другому таймі Хесуса Дуеньяса.
У наступному році в складі збірної був учасником розіграшу Золотого кубка КОНКАКАФ 2017 року, а ще за два роки — переможцем розіграшу Золотого кубка КОНКАКАФ 2019 року.
Наразі провів у формі головної команди країни 50 матчів, забив 6 голів.

## Особисте життя
Пінеда народився в Мехіко, але він і його сім'я є уродженцями Коюка-де-Каталана, Герреро. Його старший брат, Онай Пінеда, також професійний футболіст, який грає на позиції правого захисника.

## Досягнення
- Володар Золотого кубка КОНКАКАФ: 2019, 2023, 2025
- Срібний призер Золотого кубка КОНКАКАФ: 2021
- Чемпіон Мексики: Клаусура 2017[11]
- Володар Кубка Мексики: Клаусура 2017[12]
- Володар Суперкубка Мексики: 2016[13]
- Переможець Ліги чемпіонів КОНКАКАФ: 2018
- Чемпіон Греції: 2022-23
- Володар кубка Греції: 2022-23